# Propaganda institucional
A propaganda institucional, bem administrada, tem objetivos de promover e diferenciar ações, estratégias e planos de responsabilidade social de empresas que prezam pelo crescimento de sua comunidade, cultura, educação e/ou preservação ambiental. Deste modo, como em qualquer outra ferramenta do marketing, quando executada levando em consideração a ética, sem menosprezar a capacidade de discernimento e a inteligência do público envolvido, proporciona que consumidores optem entre organizações concorrentes que atendam ou não aos interesses sociais.
Esta estratégia de comunicação equilibra as expectativas do público à lucratividade da empresa atrelando à marca identidade e valores subjetivos pela postura desempenhada e, assim, garantindo-lhe credibilidade.
Entretanto, propaganda institucional de má fé é patrocinada normalmente por órgãos interessados em assumir um determinado poder, esta pode ser política ou partidária, foi muito utilizada pelos nazistas na década de trinta, para a preparação da população alemã para a guerra, incitando o ódio ao inimigo interno e externo, e ao mesmo tempo, o amor às intituições. No caso do Brasil na década de sessenta, o principal agente fomentador de propaganda institucional, para a manipulação de opinião foi o IPES, Instituto de Pesquisas e Estudos Sociais, cuja função era manipular e preperar a opinião pública brasileira, para a derrubada do Presidente da República, João Goulart.[carece de fontes?]
Geralmente instituições, mostrando sempre as suas qualidades e superioridade; de forma repetida e exaustiva para fixar no inconsciente coletivo, atitudes comportamentais favoráveis ao poder instituído, ou que pretende instituir sua vontade sobre a massa humana.
Este tipo de propaganda visa somente a manipulação da sociedade, de forma subverter a ordem estabelecida, para a preparação da tomada do poder; ou causar a alienação de um determinado segmento populacional, para manter este poder.